# Risciso
RISCISO foi um grupo online de warez, fundado aproximadamente em 1993, dedicado a distribuir ilegalmente softwares, jogos e filmes com direitos autorais  recém-lançados. A sigla 'RISC' se refere a Rise Superior Couriering enquanto 'ISO' refere a um formato de arquivo comumente utilizado para o armazenamento e transferência de software pirateado. A organização funcionou até meados de 2005. Autoridades americanas ainda estão à procura do líder da organização Sean Patrick O'Toole, depois que ele deixou de aparecer em um tribunal americano, em fevereiro de 2006. Ao todo, um total de 19 indivíduos foram acusados com 15 acusações.